# Mozartstraße 10 (Mönchengladbach)

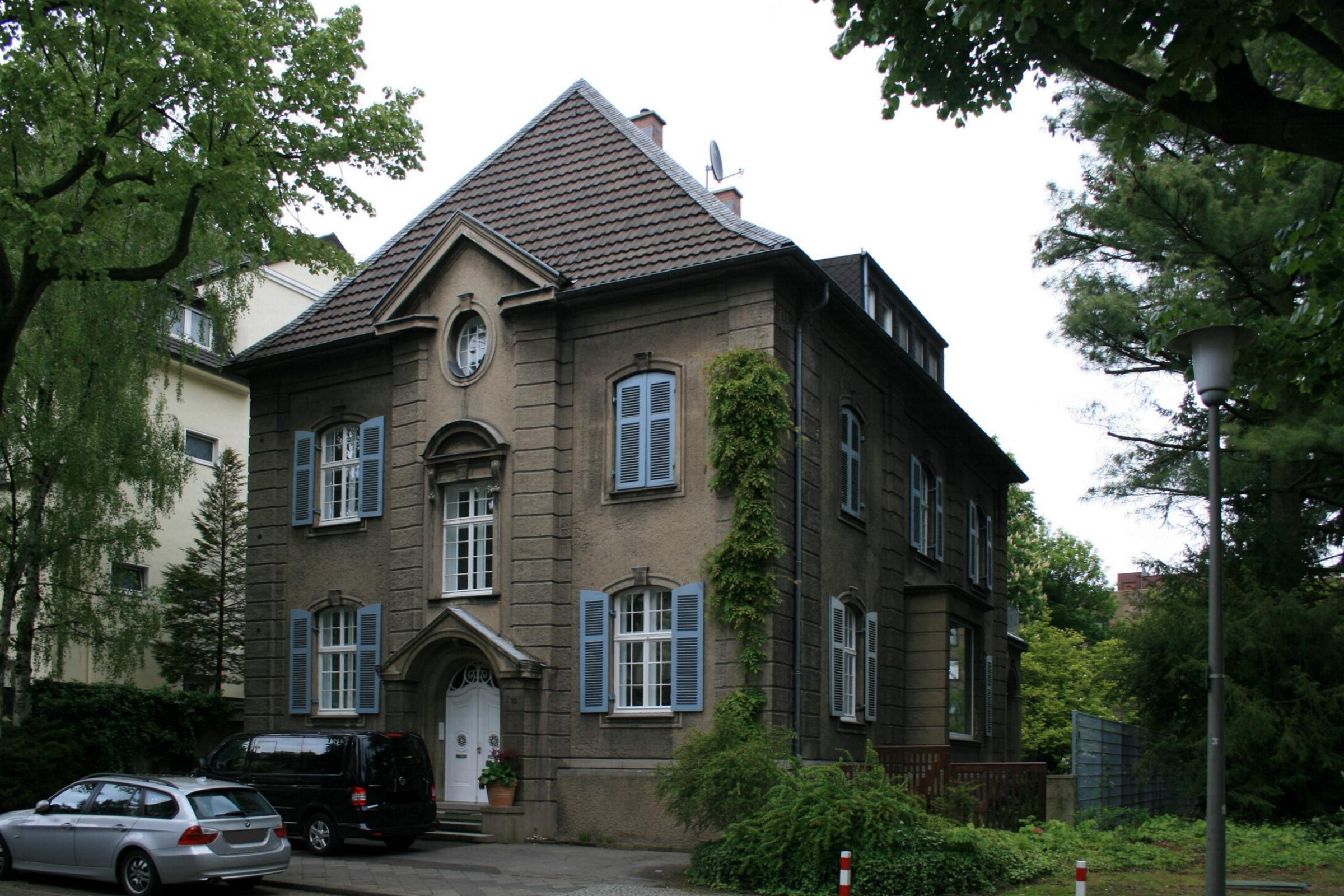
Wohnhaus (2010)

Das Wohnhaus Mozartstraße 10 steht in Mönchengladbach (Nordrhein-Westfalen).
Das Gebäude wurde 1913  erbaut. Es wurde unter Nr. M 023 am 17. Mai  1989 in die Denkmalliste der Stadt Mönchengladbach eingetragen.

## Lage
Die freistehende Villa liegt in dem um und nach 1900 entstandenen Villengebiet der Beethoven- und Mozartstraße.

## Architektur
Das Haus Mozartstraße 10 wurde 1913 erbaut. Bei dem Objekt handelt es sich um ein zweigeschossiges Haus mit Walmdach und Anbauten.